# Kampung Dalam (Kabanjahe)
Kampung Dalam is een bestuurslaag in het regentschap Karo van de provincie Noord-Sumatra, Indonesië. Kampung Dalam telt 7072 inwoners (volkstelling 2010).